# Les Aventures de Virulysse
Les Aventures de Virulysse est une série télévisée jeunesse québécoise en 26 épisodes de 25 minutes diffusée du 18 septembre 1982 au 5 février 1983 à la Télévision de Radio-Canada. Elle fut rediffusée au Canal Famille à partir de  mars 1990 et ce jusqu'en juin 1994.
L'émission utilisait des marionnettes et les histoires étaient centrées sur un scientifique, sa nièce et un virus anthropomorphe.

## Synopsis
Dans le décor du jardin familial, Pétaline une jeune fille vit avec son oncle scientifique secondé dans ses recherches par toute une panoplie de robots aux spécialisations diverses. Un jour, les recherches du professeur font apparaitre un Virus de dimension humaine que Pétaline adopte avec la complicité de quelques robots. Pétaline devra lui apprendre à parler tout en le cachant de son oncle. L'apparition d'autres virus surdimensionnés crée une série de dérèglements dans le fonctionnement de certains robots qui se mutinent et cherchent à prendre le pouvoir sous la direction de Technoch le Robot Majordome.

## Distribution des voix
- Flora Balzano
- Serge Bossac
- Paul Buissonneau
- François Cartier
- Yves Corbeil
- Victor Désy
- Jean-Paul Dugas
- Luc Durand
- Nicole Fontaine
- Ronald France
- Jean Galtier
- Alain Gélinas
- Léo Ilial
- Yves Massicotte
- Katerine Mousseau : Pétaline
- Aubert Pallascio
- Robert Rivard

## Fiche technique
- Manipulateurs : Diane Bouchard, Michel Fréchette, Michel P. Ranger, Johanne Rodrigue, Alain Gélinas
- Scénarisation : Claude Dionne, Gilbert Gratton et Eddie Marnay
- Réalisation : Gilbert Gratton
- Producteur : Pierre de Lanauze
- Société de production : Télé-Montage et Société Radio-Canada

## Épisodes
1. La Naissance de Virulysse
2. À la découverte de Virulysse
3. Tecknoc devient fou
4. Une explosion au labo
5. Oncle Albert est kidnappé
6. Le Repaire de Tecknoc
7. Les Envahisseurs du jardin
8. Pétaline reçoit
9. Les Secours des experts
10. Le Jardin gravement malade
11. Tecknoc se détraque
12. Virulysse est fait prisonnier
13. Tecknoc, maitre du jardin
14. La Fuite
15. Deux ennemis à combattre
16. Au secours de Virulysse
17. Les virus attaquent
18. L'Évasion de Virulysse
19. La Guerre au virus
20. Pétaline a disparu
21. Une expérience extraordinaire
22. Le Vaccin de la dernière chance
23. Sauvez-vous monsieur Virulysse!
24. Tecknoc est déjoué
25. Le Retour de Virulysse
26. Pétaline à la conquête du Monde

## Personnages

### Les humains
- Pétaline. Nièce de l'oncle Albert, c'est elle qui découvrira Virulysse.
- Oncle Albert. Vieux savant un peu farfelu, il est le créateur de tous les robots ainsi que de plusieurs autres inventions tels les flûtes électriques du piano aux oiseaux.
- Monsieur Petit et Monsieur Legrand. Deux visiteurs et amis de l'oncle Albert.
- Le Chef de Police. Père de deux filles (amies de Pétaline) il garde toujours l'œil ouvert sur ce qui se passe au Jardin de l'oncle Albert.
- Les deux experts en pollution. Chargés avec l'aide du chef de police d'enquêter sur la limonade empoisonnée.
- Le Médecin. Il s'occupe de la santé d'oncle Albert. C'est avec ses médicaments que Tecknoc drogue l'oncle Albert.

### Les robots
Les robots peuvent se catégoriser en deux groupes. Les récents et ceux beaucoup plus vieux et rouillés réactivés lors du Putsch.
- Vieux-Rouillé : Allié indeffectible de Pétaline, se fera décapiter par Tecknoc dans ses délires de grandeur.
- Tecknoc : Majordome - responsable des autres robots. L'accumulation de poils de virus dans ses circuits créera plusieurs dérèglements dont des délires de grandeur.
- Tocson : Ancien valet de l'oncle, réanimé par Tecknoc
- Les robots-mains : muets, sinon quelques sons électroniques. Marionnettes constituées d'un gant où les doigts prennent la place de deux bras et de deux yeux.
- L'arrosoir : Se balade dans le décor du jardin et ne sert que très accessoirement à l'intrigue
- Le Professeur Bio : En forme de réfrigérateur roulant et muni d'un écran de visualisation. Sert d'enseignant à Pétaline.
- Maxime, le robot cuisinier : Robot rouge et ne possédant qu'un seul œil. Tempérament grincheux.
- Les gardes : Anciens robots à tout-faire à six bras, réanimés par Technoch pour servir de gardes du corps.